# Grinding (gry komputerowe)
Grinding – angażowanie się gracza w powtarzalne czynności (z ang. słowo oznaczające szlifowanie), np. w celu zdobycia punktów doświadczenia, pieniędzy czy też unikalnych artefaktów.
Grinding jest najczęściej używany w kontekście gier MMORPG (np. Lineage II czy World of Warcraft), w których jest głównym elementem rozgrywki. Gracz chcąc zdobyć kolejny poziom doświadczenia musi stoczyć kolejne walki z potworami i innymi postaciami kontrolowanymi przez sztuczną inteligencję, aby uzyskać dostęp do nowszych treści prezentowanych przez daną grę.